# Sotillo (Spanje)
Sotillo is een gemeente in de Spaanse provincie Segovia in de regio Castilië en León met een oppervlakte van 20,33 km². Sotillo telt 25 inwoners (1 januari 2016).

## Demografische ontwikkeling
Bron: INE, 1857-2011: volkstellingen
Opm.: In 1857 werden de gemeenten Alameda de Sepúlveda en Fresneda de Sepúlveda aangehecht